# Manuela Riegler
Manuela Riegler (Schwarzach im Pongau, 15 juni 1974) is een voormalig snowboardster uit Oostenrijk. Ze vertegenwoordigde haar vaderland op de Olympische Winterspelen 2002 in Salt Lake City en de Olympische Winterspelen 2006 in Turijn.
Manuela is de jongere zus van snowboardster Claudia Riegler.

## Resultaten

### Snowboarden

#### Olympische Winterspelen
| Jaar | Plaats         | Resultaten               |
| ---- | -------------- | ------------------------ |
| 2002 | Salt Lake City | 23e Parallelreuzenslalom |
| 2006 | Turijn         | 28e Parallelreuzenslalom |

### Wereldkampioenschappen
| Jaar | Plaats               | Resultaten                                                                       |
| ---- | -------------------- | -------------------------------------------------------------------------------- |
| 1996 | Lienz                | Reuzenslalom · 17e Parallelslalom                                                |
| 1997 | San Candido          | 17e Reuzenslalom · Snowboardcross                                                |
| 1999 | Berchtesgaden        | 4e Reuzenslalom 6e Parallelreuzenslalom 5e Parallelslalom 15e Snowboardcross     |
| 2001 | Madonna di Campiglio | 7e Reuzenslalom · Parallelreuzenslalom · 12e Parallelslalom · 13e Snowboardcross |
| 2003 | Kreischberg          | 28e Parallelreuzenslalom 4e Snowboardcross                                       |
| 2005 | Whistler Blackcomb   | Parallelreuzenslalom · 19e Snowboardcross                                        |
| 2007 | Arosa                | 17e Parallelreuzenslalom 17e Snowboardcross                                      |
| 2009 | Gangwon              | 17e Snowboardcross                                                               |

### Wereldbeker
Eindklasseringen
| Seizoen   | Algemeen           | Reuzenslalom       | Slalom            | Parallel- reuzenslalom | Parallelslalom     | Parallel           | Snowboardcross     |
| --------- | ------------------ | ------------------ | ----------------- | ---------------------- | ------------------ | ------------------ | ------------------ |
| 1994/1995 |                    | 11e 2050,00 punten | 12e 800,00 punten |                        |                    | 10e 1590,00 punten |                    |
| 1995/1996 | · 1024,00 punten   | 5e 4670,00 punten  | · 5560,00 punten  |                        |                    |                    |                    |
| 1996/1997 | · 1006,00 punten   | 12e 2850,00 punten | 7e 3390,00 punten |                        |                    |                    | · 2910,00 punten   |
| 1997/1998 | · 1450,00 punten   | 5e 3790,00 punten  | · 4420,00 punten  |                        |                    |                    | · 2140,00 punten   |
| 1998/1999 | · 1479,00 punten   | 8e 3700,00 punten  | · 4750,00 punten  |                        |                    |                    | · 2400,00 punten   |
| 1999/2000 | · 1168,00 punten   | · 3570,00 punten   |                   | · 6160,00 punten       |                    | · 6160,00 punten   | · 4970,00 punten   |
| 2000/2001 | 11e 605,00 punten  | 9e 1290,00 punten  |                   |                        | 10e 3670,00 punten |                    | -                  |
| 2001/2002 | 7e 709,00 punten   | 14e 877,00 punten  |                   | -                      | 17e 2620,00 punten | -                  | 4e 3920,00 punten  |
| 2002/2003 | 4e 489,00 punten   |                    |                   | -                      | -                  | 7e 5270,00 punten  | 13e 1090,00 punten |
| 2003/2004 | 4e 495,00 punten   |                    |                   | -                      | -                  | 11e 3658,00 punten | 7e 2400,00 punten  |
| 2004/2005 |                    |                    |                   | -                      | -                  | 25e 1607,00 punten | 11e 2020,00 punten |
| 2005/2006 | 27e 2533,00 punten |                    |                   | -                      | -                  | 24e 1406,00 punten | 22e 1127,00 punten |
| 2006/2007 | 35e 1505,00 punten |                    |                   | -                      | -                  | 28e 945,00 punten  | 17e 560,00 punten  |
| 2007/2008 | 49e 1380,00 punten |                    |                   | -                      | -                  | -                  | 15e 1380,00 punten |
| 2008/2009 | 84e 660,00 punten  |                    |                   | -                      | -                  | -                  | 26e 660,00 punten  |
| 2009/2010 | 68e 826,00 punten  |                    |                   | -                      | -                  | -                  | 21e 826,00 punten  |

| - | Dit seizoen niet deelgenomen aan dit onderdeel. |
|   | Onderdeel werd dit seizoen niet gehouden.       |

Wereldbekerzeges
| Datum            | Plaats      | Onderdeel            |
| ---------------- | ----------- | -------------------- |
| 2 maart 1996     | Sun Peaks   | Parallelslalom       |
| 17 januari 1997  | Kreischberg | Snowboardcross       |
| 19 februari 1997 | Morioka     | Snowbroadcross       |
| 20 november 1997 | Zell am See | Parallelslalom       |
| 6 december 1997  | Sestriere   | Snowboardcross       |
| 26 februari 1998 | Oberstdorf  | Parallelslalom       |
| 14 maart 1998    | Tandådalen  | Snowboardcross       |
| 13 november 1998 | Zell am See | Parallelslalom       |
| 6 januari 1999   | Morzine     | Parallelreuzenslalom |
| 27 januari 2000  | Tandådalen  | Parallelslalom       |
| 4 februari 2000  | Ischgl      | Parallelslalom       |
| 5 februari 2000  | Ischgl      | Reuzenslalom         |

### Europabeker
Eindklasseringen
| Seizoen   | Parallelslalom   | Parallel          | Snowboardcross    |
| --------- | ---------------- | ----------------- | ----------------- |
| 2001/2002 | 8e 500,00 punten | -                 | -                 |
| 2002/2003 | -                | 36e 300,00 punten | -                 |
| 2004/2005 | -                | 36e 300,00 punten | 26e 120,00 punten |
| 2005/2006 | -                | 47e 250,00 punten | -                 |
| 2006/2007 | -                | 108e 14,00 punten | -                 |
| 2008/2009 | -                | -                 | 60e 145,00 punten |

Europabekerzeges
| Datum            | Plaats      | Onderdeel      |
| ---------------- | ----------- | -------------- |
| 21 december 2001 | Bad Gastein | Parallelslalom |

### Zuid-Amerikabeker
Eindklasseringen
| Seizoen   | Algemeen         |
| --------- | ---------------- |
| 2000/2001 | 6e 100,00 punten |